# Geraniales
Geraniales (Juss. ex Bercht. & J.Presl, 1820) è un ordine di piante angiosperme che prende il nome dalla famiglia delle Geraniaceae, qui inclusa.
Questo taxon è prevalentemente composto da piante erbacee, la loro importanza economica è legata alla commercializzazione di alcune specie di Pelargonium, comunemente note come Pelargoni.

## Tassonomia
Geraniales è un ordine di piccole dimensioni, comprendente circa 870 specie ripartite fra due famiglie, a loro volta suddivise in 13 generi. Col tempo è stato sottoposto a diversi cambiamenti nella sua composizione, fino alla ridefinizione di Francoaceae in sensu lato con la classificazione APG IV del 2016 e la conseguente riduzione dell'ordine a sole due famiglie.

### Classificazione APG IV
Con la moderna classificazione APG IV (2016) all'interno dell'ordine Geraniales sono incluse due sole famiglie. La dicitura "nom. cons." (Nomen conservandum) indica un nome che deve essere preservato, pertanto quel certo nome scientifico gode di specifiche protezioni a livello nomenclaturale.
- Geraniaceae Juss. (1789), nom. cons.
- Francoaceae A.Juss. (1832), nom. cons.

### Sistema Cronquist
Nel Sistema Cronquist (1981), le Geraniales erano invece composte dalla seguenti cinque famiglie:
- Balsaminaceae
- Geraniaceae
- Limnanthaceae
- Oxalidaceae
- Tropaeolaceae